# Campeonato Ecuatoriano de Fútbol 2007
El campeonato ecuatoriano de fútbol 2007, también conocido como «Copa Pilsener Serie A 2007» de primera división del año 2007 comenzó el sábado 10 de febrero en su primera etapa con la participación de 10 equipos. La segunda etapa se inició el viernes 13 de julio y la liguilla final culminó el domingo 16 de diciembre.
Liga Deportiva Universitaria se proclamó Campeón Nacional el 5 de diciembre, con dos fechas de anticipación, tras vencer 2-0 a El Nacional como local. De esta manera obtuvo su 9.° título de su historia.

## Primera Etapa

### Clasificación
|                     |     | TOTAL | TOTAL | TOTAL | TOTAL | TOTAL | TOTAL | TOTAL | LOCAL | LOCAL | LOCAL | LOCAL | LOCAL | VISITANTE | VISITANTE | VISITANTE | VISITANTE | VISITANTE |
|                     | Pts | PJ    | G     | E     | P     | GF    | GC    | DIF   | G     | E     | P     | GF    | GC    | G         | E         | P         | GF        | GC        |
| ------------------- | --- | ----- | ----- | ----- | ----- | ----- | ----- | ----- | ----- | ----- | ----- | ----- | ----- | --------- | --------- | --------- | --------- | --------- |
| 1 Olmedo            | 37  | 18    | 11    | 4     | 3     | 27    | 15    | +12   | 8     | 0     | 1     | 18    | 9     | 3         | 4         | 2         | 9         | 6         |
| 2 Deportivo Cuenca  | 32  | 18    | 10    | 2     | 6     | 26    | 19    | +7    | 7     | 1     | 1     | 14    | 4     | 3         | 1         | 5         | 12        | 15        |
| 3 Liga de Quito     | 28  | 18    | 8     | 4     | 6     | 36    | 26    | +10   | 6     | 2     | 1     | 20    | 10    | 2         | 2         | 5         | 16        | 16        |
| 4 Deportivo Azogues | 28  | 18    | 8     | 4     | 6     | 26    | 26    | 0     | 5     | 2     | 2     | 13    | 9     | 3         | 2         | 4         | 13        | 17        |
| 5 El Nacional       | 27  | 18    | 8     | 3     | 7     | 37    | 27    | +10   | 7     | 0     | 2     | 23    | 10    | 1         | 3         | 5         | 14        | 17        |
| 6 Deportivo Quito   | 21  | 18    | 5     | 6     | 7     | 21    | 26    | -5    | 3     | 4     | 2     | 12    | 10    | 2         | 2         | 5         | 9         | 16        |
| 7 Barcelona         | 20  | 18    | 5     | 5     | 8     | 19    | 28    | -9    | 4     | 3     | 2     | 12    | 9     | 1         | 2         | 6         | 7         | 19        |
| 8 Imbabura          | 20  | 18    | 5     | 5     | 8     | 21    | 33    | -12   | 1     | 3     | 5     | 9     | 18    | 4         | 2         | 3         | 12        | 15        |
| 9 Macará            | 18  | 18    | 5     | 3     | 10    | 25    | 31    | -6    | 4     | 1     | 4     | 17    | 15    | 1         | 2         | 6         | 8         | 16        |
| 10 Emelec           | 18  | 18    | 4     | 6     | 8     | 23    | 30    | -7    | 3     | 5     | 1     | 16    | 13    | 1         | 1         | 7         | 7         | 17        |

 Pts=Puntos; PJ=Partidos jugados; G=Partidos ganados; E=Partidos empatados; P=Partidos perdidos; GF=Goles a favor; GC=Goles en contra; DIF=Diferencia de gol
* Olmedo clasifica a la Liguilla Final con 3 puntos de bonificación.
* Deportivo Cuenca clasifica a la Liguilla Final con 2 puntos de bonificación.
* Liga de Quito clasifica a la Liguilla Final con 1 punto de bonificación.
| Fecha 1 | Fecha 1     | Fecha 1   | Fecha 1       |
| ------- | ----------- | --------- | ------------- |
| Fecha   | Local       | Resultado | Visitante     |
| 10 feb  | Nacional    | 4-2       | Emelec        |
| 10 feb  | Imbabura sc | 1-1       | D. Azogues    |
| 10 feb  | D. Cuenca   | 0-0       | Liga de Quito |
| 11 feb  | Olmedo      | 2-0       | D.Quito       |
| 11 feb  | Barcelona   | 1-2       | Macara        |

## Segunda Etapa

### Clasificación
|                     |     | TOTAL | TOTAL | TOTAL | TOTAL | TOTAL | TOTAL | TOTAL | LOCAL | LOCAL | LOCAL | LOCAL | LOCAL | VISITANTE | VISITANTE | VISITANTE | VISITANTE | VISITANTE |
|                     | Pts | PJ    | G     | E     | P     | GF    | GC    | DIF   | G     | E     | P     | GF    | GC    | G         | E         | P         | GF        | GC        |
| ------------------- | --- | ----- | ----- | ----- | ----- | ----- | ----- | ----- | ----- | ----- | ----- | ----- | ----- | --------- | --------- | --------- | --------- | --------- |
| 1 Liga de Quito     | 33  | 18    | 10    | 3     | 5     | 28    | 11    | +17   | 7     | 1     | 1     | 18    | 3     | 3         | 2         | 4         | 10        | 8         |
| 2 El Nacional       | 32  | 18    | 9     | 5     | 4     | 24    | 18    | +6    | 5     | 3     | 1     | 12    | 4     | 4         | 2         | 3         | 12        | 14        |
| 3 Deportivo Quito   | 29  | 18    | 9     | 2     | 7     | 22    | 15    | +7    | 5     | 1     | 3     | 14    | 6     | 4         | 1         | 4         | 8         | 9         |
| 4 Emelec            | 26  | 18    | 8     | 2     | 8     | 23    | 21    | +2    | 7     | 1     | 1     | 19    | 5     | 1         | 1         | 7         | 4         | 16        |
| 5 Deportivo Azogues | 24  | 18    | 7     | 3     | 8     | 20    | 25    | -5    | 5     | 1     | 3     | 12    | 10    | 2         | 2         | 5         | 8         | 15        |
| 6 Barcelona         | 24  | 18    | 7     | 3     | 8     | 19    | 25    | -6    | 4     | 2     | 3     | 10    | 10    | 3         | 1         | 5         | 9         | 15        |
| 7 Olmedo            | 22  | 18    | 5     | 7     | 6     | 13    | 15    | -2    | 5     | 2     | 2     | 11    | 4     | 0         | 5         | 4         | 2         | 11        |
| 8 Macará            | 21  | 18    | 5     | 6     | 7     | 21    | 25    | -4    | 3     | 4     | 2     | 12    | 11    | 2         | 2         | 5         | 9         | 14        |
| 9 Deportivo Cuenca  | 19  | 18    | 5     | 4     | 9     | 22    | 25    | -3    | 5     | 1     | 3     | 16    | 7     | 0         | 3         | 6         | 6         | 18        |
| 10 Imbabura         | 19  | 18    | 4     | 7     | 7     | 18    | 30    | -12   | 2     | 5     | 2     | 11    | 13    | 2         | 2         | 5         | 7         | 17        |

 Pts=Puntos; PJ=Partidos jugados; G=Partidos ganados; E=Partidos empatados; P=Partidos perdidos; GF=Goles a favor; GC=Goles en contra; DIF=Diferencia de gol
* Liga de Quito clasificó a la Liguilla Final con 3 puntos de bonificación.
* El Nacional clasificó a la Liguilla Final con 2 puntos de bonificación.
* Deportivo Quito clasificó a la Liguilla Final con 1 punto de bonificación.

## Tabla acumulada
|                     | Pts | PJ | G  | E  | P  | GF | GC | DIF |
| ------------------- | --- | -- | -- | -- | -- | -- | -- | --- |
| 1 Liga de Quito     | 61  | 36 | 18 | 7  | 11 | 64 | 37 | +27 |
| 2 El Nacional       | 59  | 36 | 17 | 8  | 11 | 61 | 45 | +16 |
| 3 Olmedo            | 59  | 36 | 16 | 11 | 9  | 40 | 30 | +10 |
| 4 Deportivo Azogues | 52  | 36 | 15 | 7  | 14 | 46 | 51 | -5  |
| 5 Deportivo Cuenca  | 51  | 36 | 15 | 6  | 15 | 48 | 44 | +4  |
| 6 Deportivo Quito   | 50  | 36 | 14 | 8  | 14 | 43 | 41 | +2  |
| 7 Emelec            | 44  | 36 | 12 | 8  | 16 | 46 | 51 | -5  |
| 8 Barcelona         | 44  | 36 | 12 | 8  | 16 | 38 | 53 | -15 |
| 9 Macará            | 39  | 36 | 10 | 9  | 17 | 46 | 56 | -10 |
| 10 Imbabura         | 39  | 36 | 9  | 12 | 15 | 39 | 63 | -24 |

 Pts=Puntos; PJ=Partidos jugados; G=Partidos ganados; E=Partidos empatados; P=Partidos perdidos; GF=Goles a favor; GC=Goles en contra; DIF=Diferencia de gol
* Imbabura descendió a la Serie B 2008.

## Liguilla Final

### Clasificación
|                     | Pts | PJ | G | E | P | GF | GC | DIF | Bonif. |
| ------------------- | --- | -- | - | - | - | -- | -- | --- | ------ |
| 1 Liga de Quito     | 27  | 10 | 7 | 2 | 1 | 13 | 4  | +9  | 4      |
| 2 Deportivo Cuenca  | 20  | 10 | 4 | 6 | 0 | 12 | 5  | +7  | 2      |
| 3 Olmedo            | 19  | 10 | 4 | 4 | 2 | 9  | 5  | +4  | 3      |
| 4 Deportivo Azogues | 14  | 10 | 4 | 2 | 4 | 8  | 8  | 0   | 0      |
| 5 El Nacional       | 8   | 10 | 1 | 3 | 6 | 10 | 18 | -8  | 2      |
| 6 Deportivo Quito   | 5   | 10 | 1 | 1 | 8 | 6  | 18 | -12 | 1      |

 Pts=Puntos; PJ=Partidos jugados; G=Partidos ganados; E=Partidos empatados; P=Partidos perdidos; GF=Goles a favor; GC=Goles en contra; DIF=Diferencia de gol; Bonif.=Puntos de bonificación
|  | Copa Libertadores 2008 |

### Resultados
|               | AZO | CUE | LIG | NAC | OLM | QUI |
| ------------- | --- | --- | --- | --- | --- | --- |
| Dep. Azogues  | XXX | 1-1 | 0-1 | 2-1 | 1-0 | 1-0 |
| Dep. Cuenca   | 1-0 | XXX | 0-0 | 3-1 | 0-0 | 2-1 |
| Liga de Quito | 2-0 | 1-1 | XXX | 2-0 | 1-0 | 1-0 |
| El Nacional   | 0-2 | 1-1 | 0-2 | XXX | 2-2 | 3-1 |
| Olmedo        | 1-0 | 0-0 | 2-0 | 1-1 | XXX | 1-0 |
| Dep. Quito    | 1-1 | 0-3 | 1-3 | 2-1 | 0-2 | XXX |

|                                                 |
|                                                 |
| Campeón Liga Deportiva Universitaria 9.º título |

## Goleadores
| Jugador              | Club              | Goles |
| -------------------- | ----------------- | ----- |
| Juan Carlos Ferreyra | Deportivo Cuenca  | 17    |
| Luis Miguel Escalada | Liga de Quito     | 16    |
| Christian Lara       | Liga de Quito     | 16    |
| Daniel Néculman      | Imbabura          | 16    |
| Pablo Palacios       | Deportivo Quito   | 15    |
| Iván Kaviedes        | El Nacional       | 14    |
| Pedro Galván         | Olmedo            | 13    |
| Germán Castillo      | Deportivo Cuenca  | 12    |
| Jorge Ladines        | Emelec            | 12    |
| Edmundo Zura         | Imbabura          | 12    |
| Martín Mandra        | Deportivo Azogues | 11    |
| Luis Miguel Garcés   | Macará            | 9     |